# Eurata bifasciata
Eurata bifasciata là một loài bướm đêm thuộc phân họ Arctiinae, họ Erebidae.